# Peru Nolaskoain
Peru Nolaskoain Esnal (Zumaia, 25 oktober 1998) is een Spaans voetballer die bij voorkeur als centrale verdediger speelt.
Hij tekende in 2017 bij Athletic Bilbao.

## Clubcarrière
Nolaskoian is afkomstig uit de jeugdacademie van Athletic Bilbao. In 2016 werd hij bij het tweede elftal gehaald, waarvoor hij 61 competitieduels zou spelen. Op 20 augustus 2018 debuteerde hij in de Primera División tegen CD Leganés.

## Interlandcarrière
Nolaskoian kwam reeds uit voor diverse Spaanse nationale jeugdteams. In 2015 debuteerde hij in Spanje –20.